# Muntatge

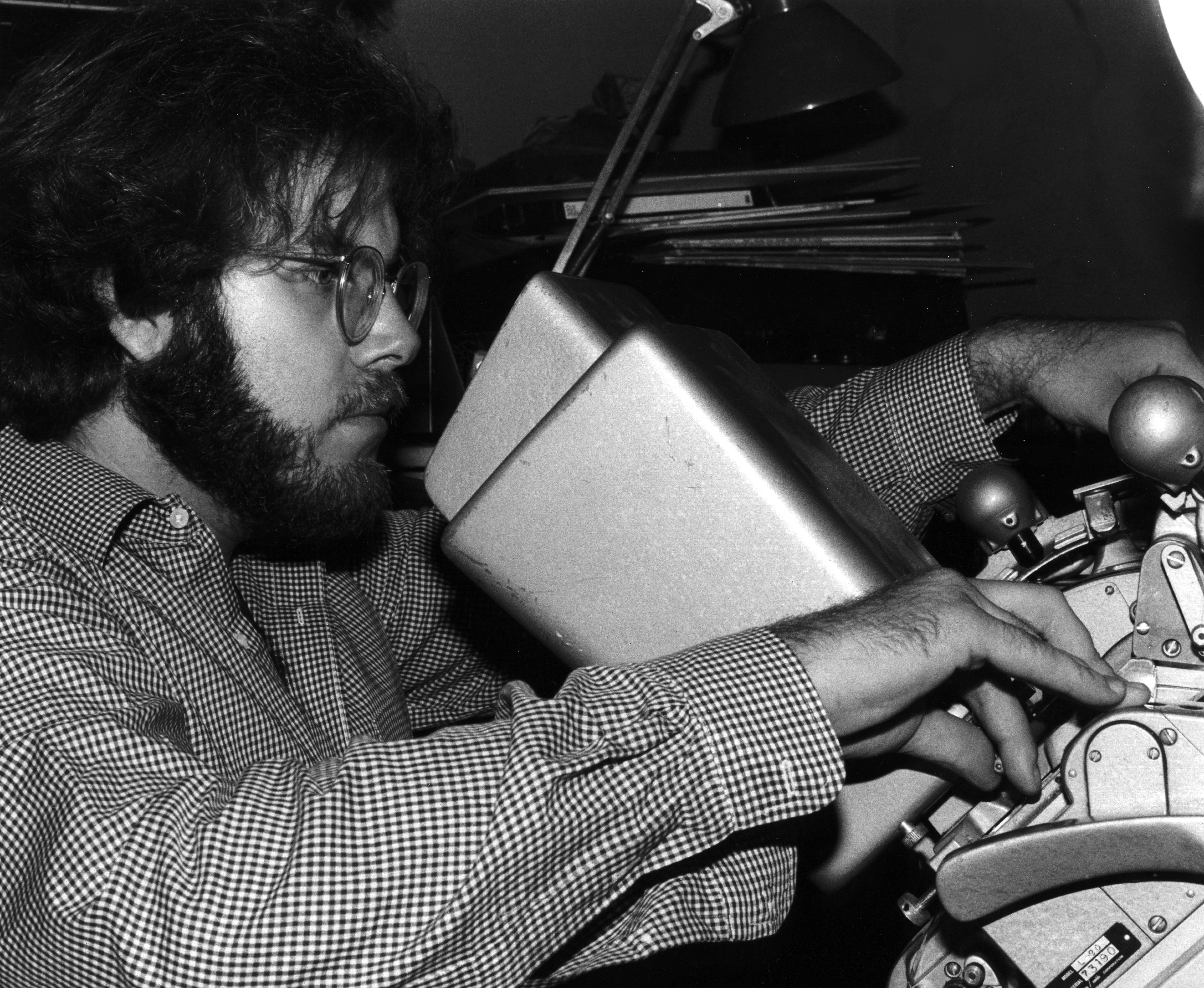
Brad Mays editant un tros del film Stage Fright a l'any 1987

El muntatge pot ser definit com l'ordenació narrativa i rítmica dels plans en un producte audiovisual. Consisteix a ordenar i unir una selecció dels plans registrats, segons una estructura i una dinàmica determinada, a partir del guió, i la idea del director i l'aportació del muntador. En altres paraules, el muntatge és una operació Intel·lectual de selecció, ordenació i manipulació d'imatges amb el propòsit de construir un significat global, és a dir, amb la intenció de fer percebre a l'espectador allò que el director vol transmetre.
El terme ha estat utilitzat en diversos contextos. En francès, la paraula “montage” aplicada al cinema simplement denota l'edició. En la teoria del muntatge soviètic, originalment introduït fora de la URSS per Sergei Eisenstein, s’usava per crear simbolisme. Més tard, el terme “montage sequence” (muntatge seqüència), usat primerament per estudis britànics i americans, es va convertir en la tècnica comuna per suggerir el pas del temps.
Ja que de cada escena es fan diverses preses, i que hi ha milers de preses diferents en una pel·lícula, el muntatge constitueix una àrdua tasca. Seguint la trama del guió, el muntador, en general, té llibertat per muntar les diferents preses realitzades d'una escena de la manera que estimi més apropiada. Així mateix pot utilitzar més o menys metratge de pel·lícula de cada presa, i decidir com enllaçar una escena o seqüència amb la següent. Per tot això es considera que el muntatge és una de les disciplines fonamentals en la realització d'una pel·lícula.
Amb l'arribada de la digitalització, els encarregats de l'edició de les pel·lícules han començat a prendre un nombre més gran de rols en el procés de creació d'un film, i també una major importància. Això és degut al fet que poden encarregar-se de més aspectes, com ara de la creació d'efectes especials de manera digital o l'edició de so, i també perquè els directors amb menor pressupost depenen en gran majoria d'aquests especialistes per tal de millorar els seus films sense necessitat de gastar gaires diners en attrezzo, escenificació o figurants.

## Història

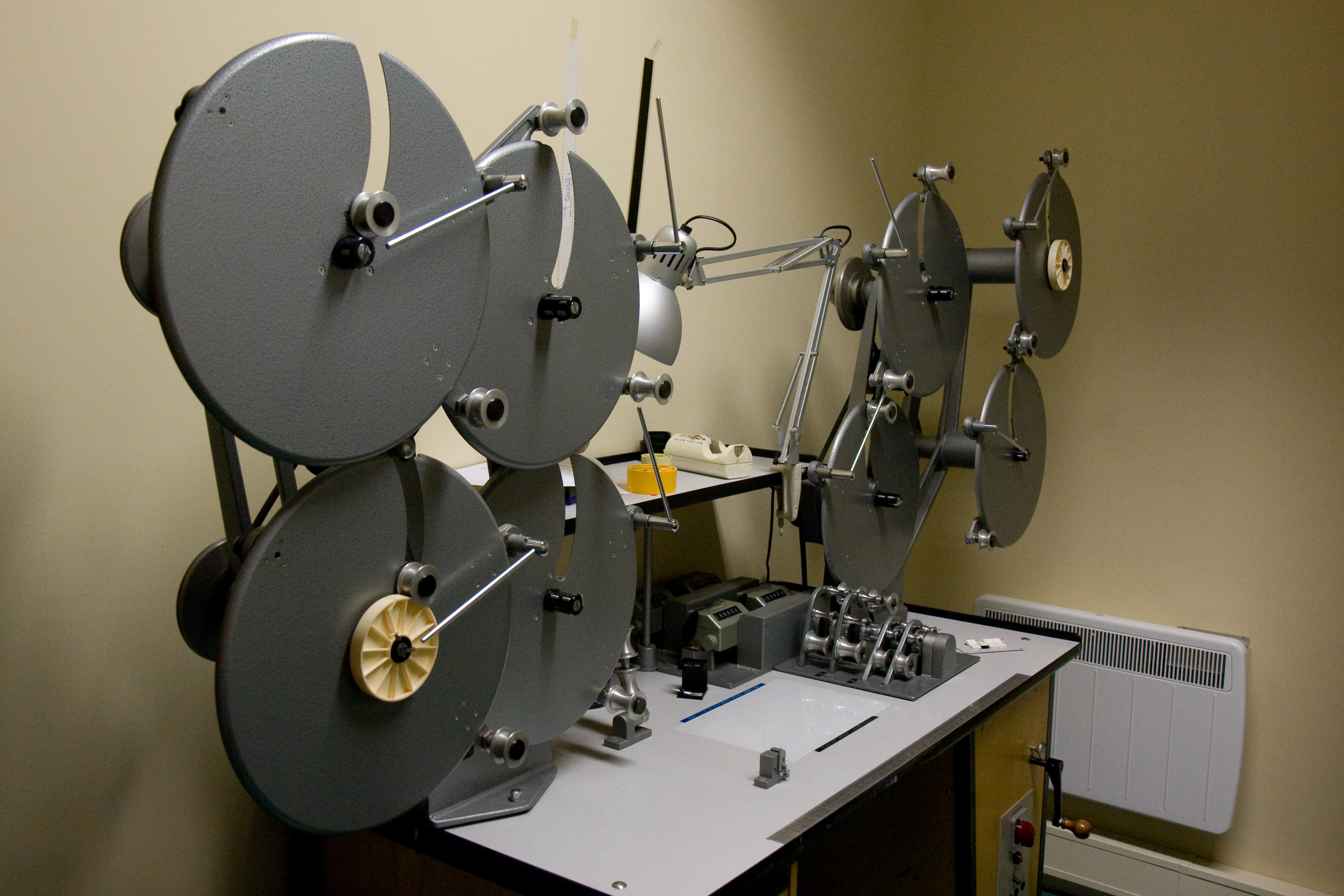
Antiga taula de muntatge

Als seus inicis, les pel·lícules eren formades per una única presa de poca duració i sense cap mena de talls. L'invent del cinema per si sol ja era suficientment innovador i interessant. No obstant això, a mesura que el temps va anar passant, va sorgir la necessitat d'experimentar i aviat van descobrir que modificar i manipular les filmacions podia obrir un nou món de possibilitats. L'ús del muntatge pel que fa a continuïtat en el metratge (que implica una acció de moviment d'una seqüència a una altra), se li atribueix al pioner del cinema britànic Robert W. Paul amb el seu film Come Along, Do!, realitzat entre 1898 i una de les primeres pel·lícules en tenir més d'una escena.
Els historiadors diferencien dues escoles de muntatge que funcionen en paral·lel, la soviètica i la de Hollywood. La tradició soviètica iniciada amb Eisenstein, és intel·lectual, objectivament analítica i acadèmica, i el muntatge de Hollywood, romàntic a l'extrem, es percep com una sèrie de passades, dissolucions i superimposicions.
L'edició com la coneixem avui en dia va trigar força a aparèixer. La primera variació que s'apropà consistia a modificar els plans en el moment de la seva filmació. Les preses s'aturaven i s'iniciaven en el precís instant en què ho feien els plans. D'aquesta manera no era necessari la manipulació posterior del cel·luloide. En són exemples les pel·lícules de Georges Méliès.
El desenvolupament de la continuïtat de l'acció de les pel·lícules multi-shot va continuar a principis del segle XX a l'escola de Brighton a Gran Bretanya, on va ser finalment instaurada George Albert Smith i James Williamson. Smith creà un film en què la escena principal fou un jove lligant-se el cordó de la seva sabata i seguidament acaricia els peus de la seva xicota, mentre que un ancià observa això a través d'un telescopi. Hi ha, doncs, talls en el primer pla i els del telescopi, emmarcats dins un cercle negre per entendre millor la situació.
Més notable va ser l'aparició de Williamson, realitzant en la mateixa època un film on la primera escena és una porta d'una estació essent atacada per militars seguida d'un tall al jardí de l'estació, on s'està produint una vertadera batalla campal. Williamson va seguir fent pel·lícules d'acció i per primera vegada en la història del cinema alternant entre plans generals i primers plans.
Després, cal destacar la contribució de Edwin S. Porter i D. W. Griffith al llenguatge cinematogràfic aportat a les seves pel·lícules. Es van adonar que les pel·lícules no havien d'estar necessàriament formades per una única presa i que les emocions es podien transmetre millor amb diferents angles de càmera. Però els qui realment van centrar la seva feina a explorar, experimentar i teoritzar en aquest camp foren els cineastes soviètics a la dècada dels 20. Lev Kulechov, Serguei Eisenstein, Vsèvolod Pudovkin i Dziga Vèrtov són considerats els pioners del muntatge.
Els primers films que van ser editats, seguien un procés a partir d'una còpia de treball o "workprint" on, a partir d'una copia en positiu del negatiu de la pel·lícula, es tallaven i enganxaven peces de la pel·lícula amb una cinta adhesiva. Amb l'arribada de màquines com ara "Moviola" o "Steenbeck", aquest procés es va fer força més precís. Des del 1930 fins al 1950, els muntatges seqüència acostumaven a combinar diverses preses curtes amb efectes òptics especials (esvaiment/dissolució, pantalla dividida, exposicions dobles i triples), ball i música.
El primer cop on una pel·lícula d'autor va experimentar amb el muntatge cinematogràfic es va realitzar en la pel·lícula La Soga, d'Àlfred Hitchcock, on es va experimentar amb un fals pla seqüència (fent talls aprofitant fosos a negre de quan els protagonistes s'apropen a càmera) realitzant preses de deu minuts, la màxima mida dels rotlles de film de l'època, per donar aquesta sensació de teatralitat. En ser muntats, en conjunt, donen sensació de teatralitat.

## Ràcord
És imprescindible crear una certa continuïtat, inclús en muntatge paral·lel, anomenada ràcord. Serveix per situar l'espectador, en un espai, per no desorientar a l'espectador. Característiques:
- Explica una història eliminant tot l'innecessari i evitant les repeticions
- Crea una coherència espacial
- Manté la continuïtat temporal
- Crea relacions visuals i rítmiques
- Oculta a l'espectador els recursos de construcció de la ficció

Tipus de ràcord:
- De posició: l'actor ha d'ocupar la mateixa posició d'una seqüència a una altra
- De mirades: les mirades han de seguir una orientació lògica en plans consecutius
- De vestuari: s'ha de respectar els possibles canvis o no de vestuari i els danys o canvis que aquests tinguin
- De posició de càmera: molt important a l'hora de realitzar el muntatge de la pel·lícula
- De maquillatge i perruqueria
- De muntatge: per donar continuïtat i sentit a la narració[8]

## Actualitat del muntatge
Actualment existeixen dos sistemes de muntatge que han substituït la moviola clàssica. Es tracta de l'AVID. És una barreja que utilitza vídeo i ordinador. Posseeix 4 canals per vídeo i 24 pistes de so que es poden utilitzar de 48kh cadascuna. Treballa amb el negatiu, així doncs, no necessita del positivatge de la imatge, que es digitalitza i s'introdueix prèviament a l'ordinador, fent ús de còdecs per afavorir el renderatge. S'accedeix immediatament a qualsevol fotograma i es pot augmentar, transformar, coloritzar i eliminar qualsevol element in frame.

## Funcions
Els plans no solament serveixen per explicar una història. Segons com s'utilitzen, els plans també poden explicar una història. De fet, durant els anys 60 David Wark Griffith va fer la primera pel·lícula on es saltava el temps de la història, introduint així l'edició no lineal, el Flashback i el flaix forward. Arran d'ell, es van implementar recursos com el muntatge paral·lel, explicant una història més propera a la literatura. Totes aquestes innovacions es veuen reflectides en el cinema contemporani, on no veiem incorporades aquestes tècniques però sí els efectes que aquestes provoquen en la narració d'una història. 
Aquesta funció del muntatge, permet articular un missatge coherent, fluid, amb ritme i amb expressió pròpia tal com Lev Kuleixov va aconseguir demostrar amb l'efecte Kuleixov. Aquest exercici de muntatge el trobem situat a la fase de postproducció, però és molt important tenir-lo present durant tot el procés de creació del film. 

## Fases
La funció del muntatge implica tres de les fases de la realització:
1. Guió: història que s'explica i de quina manera ho fem.
2. Rodatge: concreció dels plans a través de les preses (continuïtat).
3. Edició: selecció concreta i definitiva dels plans amb durada inclosa, ordre d'aparició i transicions per enllaçar-los, es divideix en dos muntatges:

- Muntatge primari per tall: Consisteix a unificar totes aquelles preses seleccionades per a la creació final del film amb el fi de veure l'estructura final que aquest tindrà i ens permet veure si aquest pot funcionar bé o no.
- Muntatge final: Aquest és el moment de la postproducció on s'inclouran totes les transicions, on s'anivellaran els nivells d'àudio, es comprovarà el raccord/continuació entre pla i pla, es farà un reajustament de la durada dels diferents clips, inclusió de les músiques o efectes especials i finalment els crèdits.[11]

## Tipus de muntatge
Muntatge narratiu o clàssic: Conta els fets, o bé cronològicament o bé fent salts, tant al futur (flaix-forward) com al passat (flaix-back,) però sempre estructurant-se amb la idea de dotar-les de forma narrativa. Consisteix a unir plans seguint una lògica seqüència amb la intenció d'explicar un fet i establir una relació causa-efecte entre un pla i l'altre pla. és un muntatge que està al servei d'explicar una historia.
Muntatge expressiu: És aquell que tracta de jugar a juxtaposar plans amb el fi d'aconseguir generar uns efectes psicològics determinats en l'espectador. El muntatge pretén per si sol explicar una idea, un sentiment.
Muntatge ideològic: Quan utilitza les emocions ja sigui basant-se en símbols, gests, etc.
Muntatge creatiu o abstracte: Ordenar sense tenir en compte una cronologia determinada com a recurs cinematogràfic, sinó com una operació totalment nova, que tractarà de donar coherència, ritme, acció i bellesa a l'obra fílmica.
Muntatge conceptual o Intel·lectual: Quan el muntatge intenta explicar un concepte o una idea que no es mostra directament en les imatges, mitjançant la unió de diferents imatges o accions. Té una intenció simbòlica, jugar amb metàfores. Aquest muntatge té dos vessants:
- Integrat en la narració: Les imatges que creen les metàfores estan incloses en la narració
- No integrat en la narració: Les imatges metafòriques no tenen res a veure amb la narració, són elements externs.

Muntatge formal: Juga amb la posició, la forma o la mida dels elements del pla per donar sensació de continuïtat a dues imatges que no la tenen.
Muntatge per imatges clau: L'acció es presenta a partir de imatges, que la resumeixen. Genera un temps més curt que el de la realitat.
Muntatge paral·lel: Presenta dues o més accions simultànies que tenen lloc en dos espais diferents durant el mateix període. Si aquestes dues accions s'acaben trobant, es parlarà de muntatge convergent. Si no és el cas, es parlarà de muntatge altern. En aquest cas, les accions se succeeixen en un temps comú i es presenten alternant plans de cadascuna d'elles.
Pla seqüència: Quan tota l'acció dramàtica es duu a terme en un sol pla. En aquest cas no hi ha muntatge, també succeeix en el pla film.
Seqüència de muntatge: Consisteix a mostrar el pas del temps a partir d'una breu successió d'accions.
Muntatge Analític o Extern i Sintètic o Intern Pla (llenguatge audiovisual):
- Analític o Extern: Amb enquadraments de plans curts ("tancats") i en general de curta durada. S'analitza la realitat estudiant-la per parts.
- Sintètic o Intern: A base d'enquadraments de plans llargs ("oberts") i amb freqüència ús de la profunditat de camp (es veu en focus tant el front, la figura, com el fons). Es dona una visió més àmplia de l'escena, sense voluntat d'anàlisi.

El muntatge analític es construeix sobre la premissa que hi ha una única informació significativa per pla, mentre que el muntatge sintètic suposa diverses informacions simultànies ocorrent, en general, en diferents proximitats i llunyanies a la càmera. Moltes vegades els directors fan ús de diferents recursos per jerarquitzar aquestes informacions. El reenquadrament (el marc d'una finestra retalla a Kane jugant amb el seu trineu, mentre que veiem en primer pla la seva mare cedir la tutoria al banquer en "Ciutadà Kane" d'Orson Welles) és una eina que la major part de les vegades ajuda a construir aquest "Pla total" (Bazin) de muntatge sintètic.
Hi ha altres formes de donar diverses informacions simultànies en un mateix pla, i a la vegada, continuar amb la lògica d'un "muntatge analític" o "extern". El canvi d'enquadrament (primer veiem el professor que interromp la classe i assenyala a algú, després la càmera es mou i veiem Lisa sortir de l'aula tocant el saxo en la presentació de "Els Simpson"), el canvi de focus (d'un costat de l'enquadrament veiem un texà a la llunyania i de l'altre costat del quadre veiem una taca en primer pla, després el focus s'inverteix i veiem en focus una arma en primer pla i una figura amorfa a la llunyania) i les entrades i sortides de personatges del quadre, són formes de donar informacions diferents dins d'un mateix pla, però operant de la mateixa forma que amb un "muntatge extern": les informacions són alternes, no simultànies, i es presenten analitzades a l'espectador.
Scroll montage és una forma de muntatge de múltiples pantalles desenvolupat específicament per una imatge en moviment en un buscador d’internet. S’usa en treballs audiovisuals online en què el so i la imatge en moviment se separen i poden existir autònomament.

## Normes sobre el muntatge clàssic
- Escala: Els talls de cada escena que suposen supressió de fotogrames d'un moviment, no poden escollir-se a l'atzar. Un petit canvi produeix una incomoditat visual, es tracta d'un salt d'imatge.
- Angulació: Quan el mateix error que l'anterior s'aplica a l'angulació, es produeix un salt d'eix, o efecte òptic que ocorre quan es creuen els eixos de l'acció i es dona una perspectiva errònia en la continuïtat dels plans seguits
- Direcció dels personatges o objectes: Hem de produir la impressió correcta en el cas de la direcció dels personatges en preses diverses. Els moviments de diferent direcció s'han de prendre amb direccions oposades, i els d'igual direcció, amb iguals direccions. L'error és el salt d'eix. Hi ha d'haver "raccord" o continuïtat. Exemple:la direcció de les mirades dels personatges determinen l'eix d'acció, que és la línia imaginària al llarg de la qual es desenvolupa l'acció dels personatges en l'espai.
- Muntatge en moviment: En tot muntatge en moviment, les figures que se segueixen han de semblar-se, només ser diferents en la seva magnitud i posició.
- Velocitat: Es pot variar la rapidesa dels plans en un moment donat per augmentar o disminuir l'interès. La velocitat del muntatge ha de respondre al desenvolupament de l'episodi, no a la seva velocitat física o a la seva rapidesa dramàtica.
- Distància focal: Cal mantenir-la sense variar. Si no, es produeix un salt de distàncies.

## Ritme
Un dels paràmetres més importants alhora de realitzar el muntatge audiovisual és la creació de ritme entre pla i pla per aconseguir crear i donar un dinamisme a l'acció i al relat narrat. Es poden trobar tres tipus de ritmes diferents que poden coexistir:
1. Creatiu: ve determinat pel so, música, els silencis, els efectes especials.
2. Visual: ve determinat pels canvis de plans, les transicions.
3. Narratiu: ve determinat pels diàlegs, el ritme de l'acció...

El ritme és l'element clau que ens permet generar diferents efectes psicològics i emocionals, com ara tensió, impacte, tranquil·litat...I ve determinat per un conjunt d'elements:
- Elements narratius
- La durada dels plans
- L'escala dels plans
- El moviment, ja sigui extern (moviments de càmera) o intern (moviments dels personatges i elements enquadrats)
- El so.

### Ritmes en l'audiovisual
1. Picat/Analític: Successió de molts plans de curta durada que crea un ritme molt ràpid (dinamisme).
2. Sintètic: Successió de pocs plans de llarga durada que genera un ritme lent (monotonia).
3. Increscendo: Plans llargs que cada cop esdevenen més curts (tensió).
4. Decreixnet: Plans curts que es van allargant (serenitat).
5. Arrítmic: Els plans llargs s'alternen amb els plans curts i cap d'ells aconsegueix predominar (sorpresa i caos).

### Transicions
Les transicions, les unions entre els diferents plans, són un altre element clau en el muntatge audiovisual, són creadores de ritmes i poden generar diferents valors expressius. Existeixen diferents tipus de transicions, cadascuna amb un valor expressiu determinat:
- Rough cut/Tall: Consisteix en la mera juxtaposició de dos plans, és la transició mes simple. Aconsegueix mostrar una acció en molt menys temps del que dura en la realitat.
- Cutting on action: Consisteix en una mera juxtaposició de dos plans, però amb la particularitat de que el tall sigui poc perceptible, per això es duu a terme en moments de màxima acció.
- Fos/Dissolve: Desaparició gradual d'una imatge fins a arribar a l'aparició d'una altra imatge (sol indicar un llarg pas de temps). Un derivat d'aquest és l'emmascarament on un dels personatges es col·loca davant de la càmera fins tapar l'objectiu.
- Fos a color: Desaparició gradual d'una imatge fins a l'aparició d'un color, normalment el negre (pas llarg de temps, pessimisme, final del film, final d'escena...) o blanc (alliberació, positivisme, mort no trista...)
- Encadenat: Unió de plans mitjançant la similitud de colors, la unió es pot fer per Rough cut o per fos. Té dos derivats, l'Audi-cut (unió per so) i la Idea Match-cut (unió per idees). S'acostuma a utilitzar per demostrar un pas del temps més curt que en la fosa en negre.
- Audio Bridge: Consisteix en allargar l'àudio d'un pla de manera que el següent pla encara tingui aquest audio.
- Cortinetes: Formes geomètriques que s'usen per eliminar una imatge i donar peu a una altra (indiquen elipsis breus). Les imatges es desplacen cap a un costat o fins amunt o avall. La imatge que entra desplaça l'anterior. Dona idea de simultaneïtat, però s'usa poc degut a la seva artificialitat.
- Desenfocament: La imatge es contempla en fora de focus perquè aparegui una altra, també existeix una per enfocament.
- Escombrat: Gir ràpid de la càmera de forma que la imatge perd nitidesa i crea un salt no molt gran en el temps.[15]
- Zoom: Es produeix un zoom entre la primera i la segona imatge que permet un canvi d'escena subtil (utilitzat per indicar un endinsament en un objecte o personatge, per exemple, un zoom a d'una motxilla per mostrar uns documents).
- Iris: Simulació de desaparició de la imatge anterior pel tancament del diafragma de la càmera.
- Congelació: La imatge es queda immòbil durant un instant per donar pas a la següent.
- Acústica: El so s'avança a la imatge; mentre s'acaba el pla es comença a sentir el so del següent.
- Semblança de formes: Transició mitjançant un tall on les dues imatges tenen una certa semblança tot i pertànyer a llocs diferents.

## Programes de Muntatge i Edició
Actualment, existeixen diversos programes digitals d'edició i muntatge de vídeo i so, els més destacats són:
- Sony Vegas Pro; Aquest programa és força utilitzat a causa de la senzillesa a l'hora d'ajuntar i retallar clips de vídeo i so. Tanmateix, no és el que ofereix un major ventall d'opcions a nivell d'efectes. Actualment, la versió més recent és la 18.
- Adobe Premiere Pro CC; Aquest programa és més utilitzat en l'àmbit professional, ja que ofereix moltes més opcions en el tractament de vídeo, però és més complex a l'hora d'utilitzar-lo. Actualment, la versió més recent és la Premiere Pro CC 2021 (15.2)
- Adobe After Effects; És un dels programes més populars a nivell de creació d'efectes especials. És bastant complex i també pot ser utilitzat per retallar i enganxar clips (tot i que aquesta no sigui la seva funció destacada). Actualment, la versió més recent és la CC 2021 (18.2)
- Final Cut Pro; És el programa de postproducció per excel·lència dels ordinadors MacOS, amb un ventall de possibilitats força ampli, però no molt especialitzat en aspectes com ara els efectes especials. La darrera versió és la 10.5.2.
- Windows Movie Maker; és un programari d'edició de vídeo gratuït de Microsoft. És una part de la suite de programari de Windows Essentials i ofereix la capacitat de crear i editar vídeos, així com publicar-hi OneDrive, Facebook, YouTube i Flickr. Es caracteritza per la seva senzillesa i fàcil utilització. La darrera versió va ser la 2012 (v16.4)